# Dennis Muren
Dennis Elmer Muren, A.S.C. (* 1. listopadu 1946 Glendale, Kalifornie) je proslulý americký tvůrce speciálních filmových efektů. Spolupracoval na slavných projektech s režiséry Stevenem Spielbergem, Jamesem Cameronem i Georgem Lucasem. Během své dlouholeté kariéry získal celkem 6 oskarů za speciální vizuální efekty.
Muren spojil svoji kariéru s firmou Industrial Light and Magic (ILM), kde vytvářel průkopnické (zejména počítačové) efekty pro filmy Hvězdné války (1977), Dobyvatelé ztracené archy (1981), Terminátor 2: Den zúčtování (1991) a zejména Jurský park (1993). Jeho počítačově vytvoření dinosauři pro poslední zmiňovaný film představovaly ve své době průlomovou technologii a znamenaly zavedení zcela nové epochy filmových triků.
Dnes působí Muren především jako konzultant filmových společností a podílí se na tvorbě speciálních efektů pro několik filmů. Je ženatý s britskou dokumentaristkou Zarou Muren, se kterou má dvě děti. Žijí trvale v Kalifornii.